# Paloma Escudero
Paloma Escudero (Madrid, 1966) és una economista i cooperant espanyola, directora mundial de comunicació d'UNICEF des del 2013.

Filla d'un empresari i d'una filòloga, i neta d'una de les primeres espanyoles que es van graduar a la universitat, Escudero és la cinquena de set germans i es va criar al barri madrileny de Chamberí. Des de ben petita, es va interessar pels idiomes, el teatre i el bàsquet, aficions que ben aviat va alternar amb activitats de voluntariat amb els gitanos de Sant Blas.
Es va llicenciar en Ciències Econòmiques i Empresarials a la Universitat Pontifícia de Comillas. Va obtenir una beca Erasmus per iniciar l'especialització en màrqueting a la ESSEC Business School de París. Acabats els seus estudis universitaris, inicià la seva carrera professional com a manager al departament de Màrqueting de Procter & Gamble, responsabilitat que mantindria des de l'any 1989 fins al 1995. Després d'un any sabàtic, va fer la volta al món amb el seu espòs, viatjant a Indonèsia, Nova Zelanda, Guatemala, Bolívia i Moçambic, i col·laborant com a cooperant a Guatemala. A la tornada va rebre l'oferta d'exercir com a directora d'estudis i relacions internacionals d'Intermón Oxfam. El 1997 va començar una nova etapa a Madrid, i tres anys després, l'any 2000, va esdevenir la primera directora de l'oficina d'Oxfam Internacional davant la Unió Europea a Brussel·les, on va residir durant set anys. S'hi va especialitzar en temes de desenvolupament, pobresa i comerç internacional. El desembre del 2007, va ser nomenada directora executiva d'Unicef Espanya i membre del Standing Group d'Unicef a escala internacional. Sis anys més tard, el 2013, es va traslladar a Nova York com a nova directora de comunicació mundial d'Unicef. Amb aquest càrrec es va convertir en una de les espanyoles que més alt han arribat en l'organigrama de l'ONU. Javier Martos fou el seu substitut en la direcció d'UNICEF Espanya.
Segons la revista Forbes, l'any 2017 ocupava el tercer lloc entre les considerades les deu dones més influents d'Espanya.